# Oath Keepers

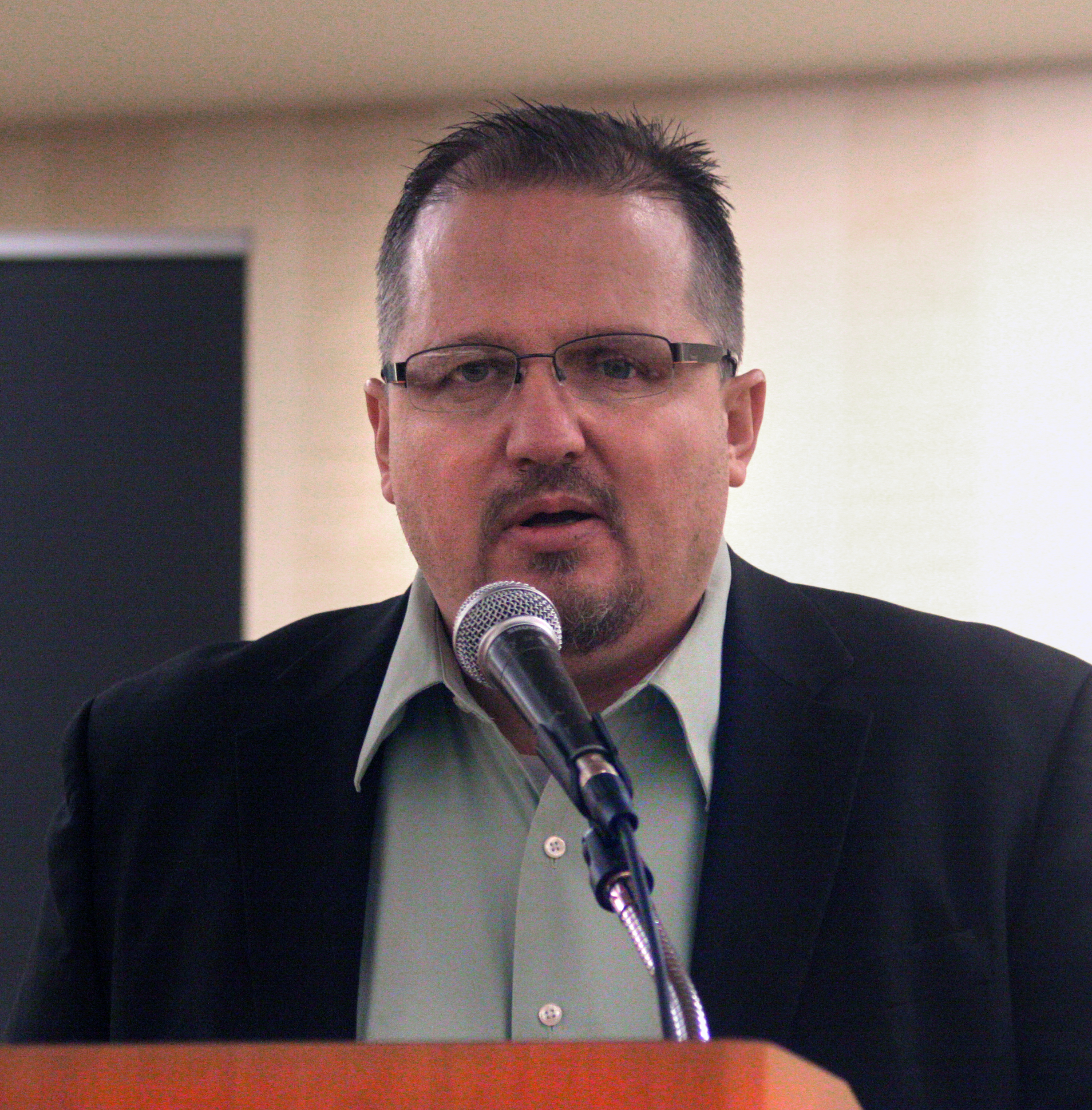
Stewart Rhodes 2011.

Oath Keepers é uma organização de milícia de extrema-direita antigovernamental estadunidense. O grupo se descreve como uma associação apartidária formada por atuais e ex-militares, policiais e socorristas, que se comprometem a cumprir o juramento que todos os militares e policiais fazem para "defender a Constituição contra todos os inimigos, estrangeiros e domésticos". Encoraja seus membros a não obedecer a ordens que eles acreditam que violariam a Constituição dos Estados Unidos. A organização reivindicou uma filiação de 35 000 membros a partir de 2016.
Vários grupos que monitoram o terrorismo doméstico e grupos de ódio descrevem os Oath Keepers como extremistas ou radicais. Mark Pitcavage, da Liga Antidifamação (ADL), descreve o grupo como "extremistas fortemente armados com uma mentalidade conspiratória e antigovernamental em busca de confrontos potenciais com o governo". O Southern Poverty Law Center (SPLC) lista o fundador do grupo como um extremista conhecido e descreve seus planos anunciados de criar unidades de milícia localizadas como "assustadores". De acordo com o SPLC, o grupo defende uma série de teorias conspiratórias e jurídicas associadas ao movimento do cidadão soberano e ao movimento Posse Comitatus da supremacia branca. O colega sênior do SPLC, Mark Potok, descreve o grupo como um todo como "na verdade apenas um grupo antigovernamental que acredita em um conjunto selvagem de teorias da conspiração".
Os Oath Keepers estiveram presentes vestindo uniformes militares em Ferguson, Missouri, durante os tumultos de 2014 e 2015 na cidade, quando membros armados com rifles semiautomáticos patrulhavam ruas e telhados.

## História organizacional

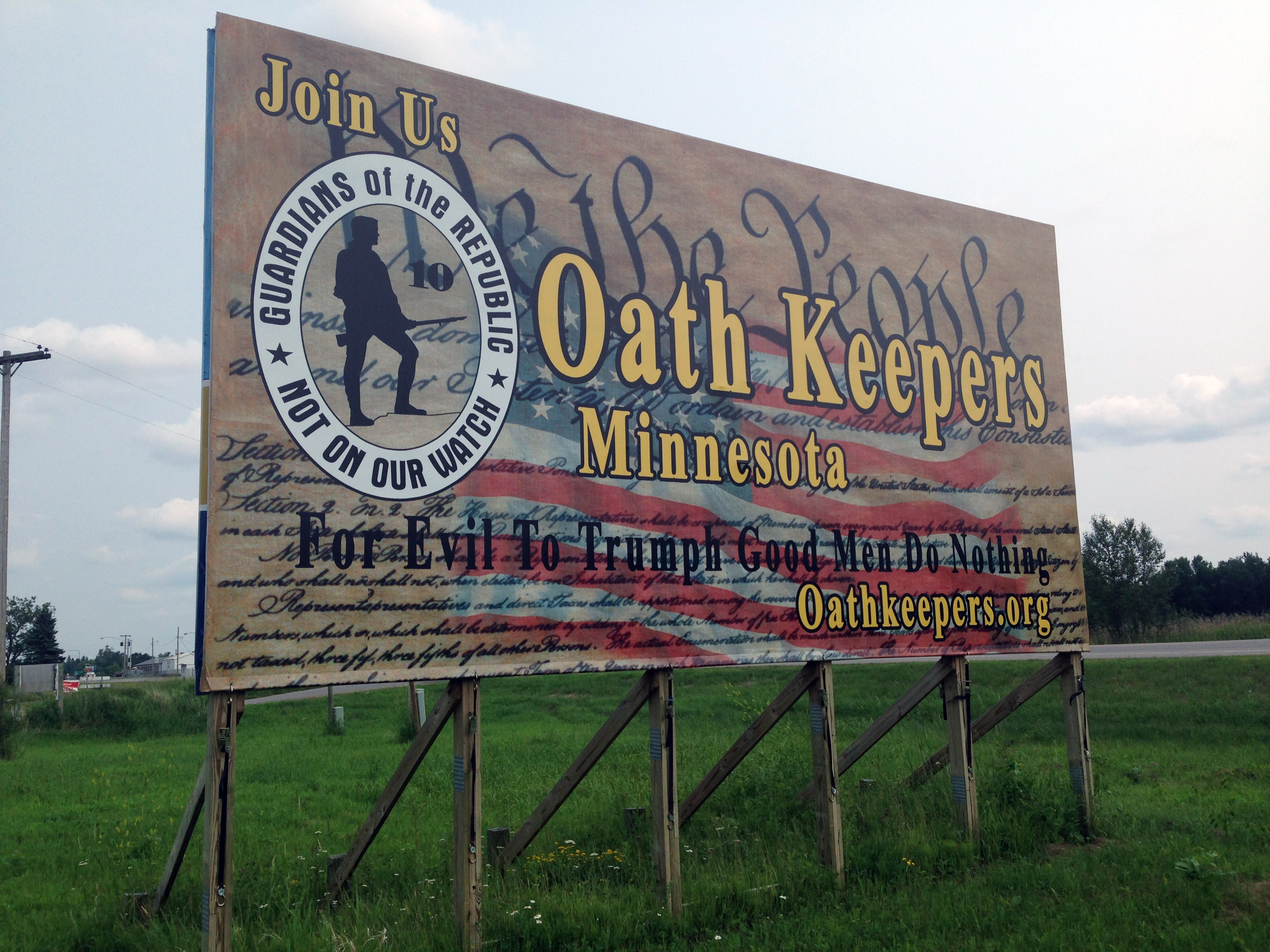
Outdoor de Oath Keepers no Minnesota.

Oath Keepers foi fundada em março de 2009 por Elmer Stewart Rhodes. Rhodes é formado pela Yale Law School, ex-paraquedista do Exército dos EUA e ex-funcionário do congressista republicano Ron Paul. Em 8 de dezembro de 2015, Rhodes foi expulso pela Suprema Corte de Montana por conduta que violava as Regras de Conduta Profissional de Montana após se recusar a responder a duas queixas de bar movidas contra ele no tribunal distrital federal no Arizona.
Rhodes teria se inspirado na ideia de que Adolf Hitler poderia ter sido parado se os soldados e policiais alemães se recusassem a seguir as ordens. Escrevendo na S.W.A.T. Magazine em 2008, Rhodes afirma: "'Isso' (um Estado policial totalitário desenvolvido) não pode acontecer aqui se a maioria dos policiais e soldados obedecerem seus juramentos para defender a Constituição e se recusarem a fazer cumprir os decretos inconstitucionais do 'Líder'".
Em uma entrevista de outubro de 2020, o repórter Mike Giglio do The Atlantic afirmou que nos anos anteriores, os Oath Keepers consideravam o presidente Donald Trump como "alguém na Casa Branca que eles apoiam totalmente", em contraste com seu ceticismo em relação aos governos republicanos anteriores. Ele também disse que nos últimos anos as declarações de Rhodes haviam se tornado mais "radicais" e que por causa disso alguns membros do grupo com experiência militar, preocupados com a possibilidade dos tipos de violência que haviam testemunhado no exterior ocorrerem nos Estados Unidos, deixaram o grupo.
Em 25 de maio de 2023, Stuart Rhodes, foi condenado a 18 anos de prisão pelo Ataque ao Capitólio dos Estados Unidos em 2021.

## Filiação
De acordo com a ADL, os Oath Keepers “direcionam grande parte de sua propaganda a membros do exército e da polícia, lembrando-os de que eles fizeram um juramento de defender a Constituição 'de todos os inimigos, estrangeiros e domésticos' e pedindo-lhes que se comprometam a desobedecer a ordens teóricas inconstitucionais que possam receber dos superiores — ordens que explicitamente ou implicitamente fazem referência a teorias de conspiração relacionadas à milícia”. Os Oath Keepers exortam militares e de aplicadores da lei a impedir os planos da Nova Ordem Mundial.
A organização afirma que a adesão plena está aberta para "militares, reservas, Guarda Nacional, polícia, bombeiros, outros socorristas (ou seja, Guarda do Estado, Xerife Posse/Auxiliar, Busca e Salvamento, EMT, outros socorristas médicos de 1ª linha, etc.) e veteranos/ex-membros desses serviços " e que outras pessoas que apoiem a missão da organização possam se tornar membros associados. A organização diz ter até 30 000 membros, embora este número tenha sido questionado.